# Valentine B. Horton

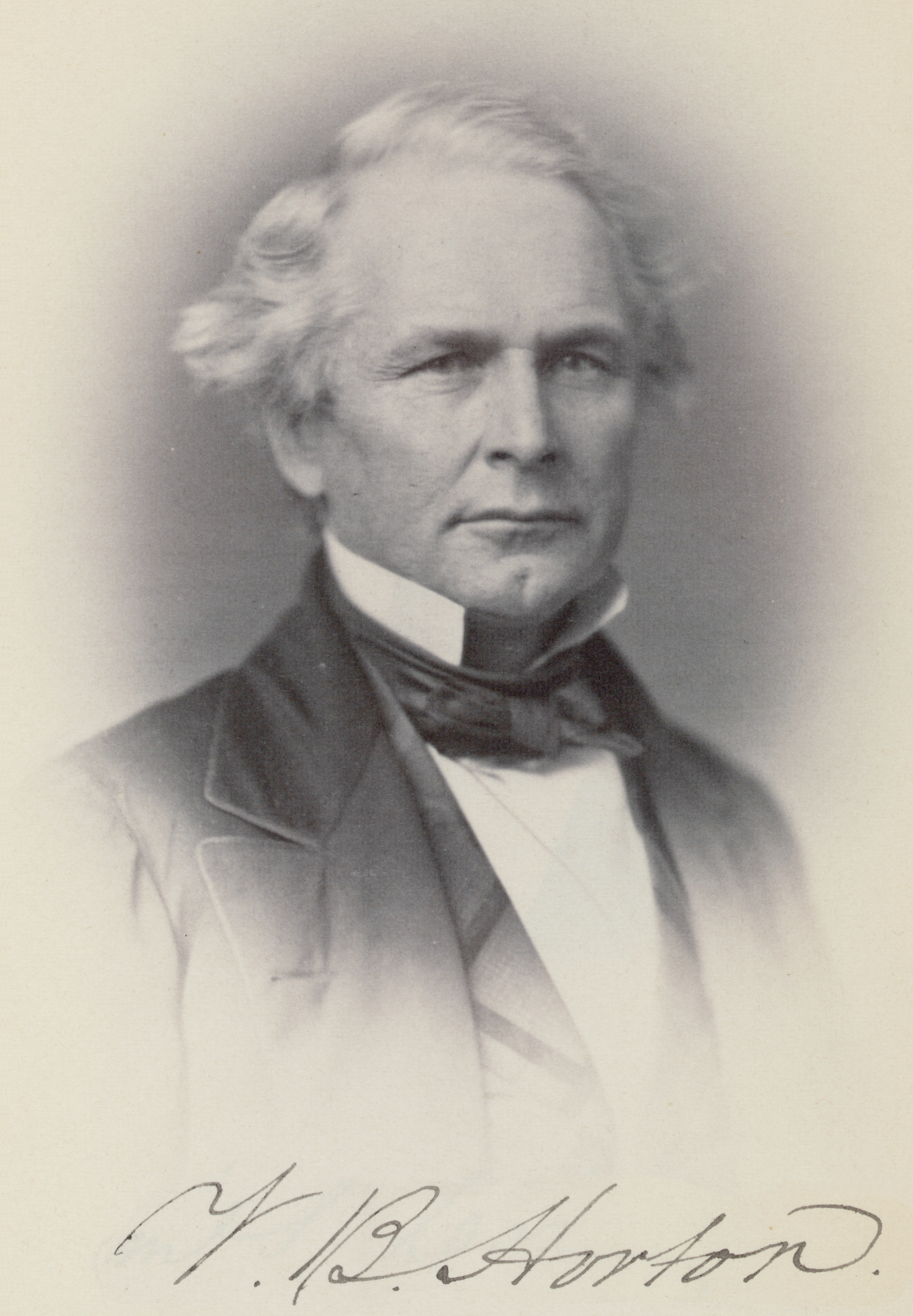
Valentine B. Horton (1859)

Valentine Baxter Horton (* 29. Januar 1802 in Windsor, Vermont; † 14. Januar 1888 in Pomeroy, Ohio) war ein US-amerikanischer Politiker. Zwischen 1855 und 1859 sowie nochmals von 1861 bis 1863 vertrat er den Bundesstaat Ohio im US-Repräsentantenhaus.

## Werdegang
Valentine Horton absolvierte die Partridge Military School. Nach einem anschließenden Jurastudium in Middletown (Connecticut) und seiner 1830 erfolgten Zulassung als Rechtsanwalt begann er in Pittsburgh (Pennsylvania) in diesem Beruf zu arbeiten. Im Jahr 1833 verlegte er seinen Wohnsitz und seine Kanzlei nach Cincinnati und 1835 nach Pomeroy im Meigs County. Damals stieg er auch in das Kohlegeschäft und die Salzindustrie ein. Er wurde auch Präsident der Atlantic and Lake Erie Railway Co. Gleichzeitig schlug er eine politische Laufbahn ein. In den 1850er Jahren schloss er sich zunächst der kurzlebigen Opposition Party und dann der 1854 gegründeten Republikanischen Partei an. Im Jahr 1860 nahm er als Delegierter an einem Verfassungskonvent seines Staates teil.
Bei den Kongresswahlen des Jahres 1854 wurde Horton als Kandidat der Opposition Party im elften Wahlbezirk von Ohio in das US-Repräsentantenhaus in Washington, D.C. gewählt, wo er am 4. März 1855 die Nachfolge des Demokraten Thomas Ritchey antrat. Nach einer Wiederwahl als Republikaner konnte er bis zum 3. März 1859 zwei Legislaturperioden im Kongress absolvieren. Diese waren von den Ereignissen im Vorfeld des Bürgerkrieges geprägt. Im Jahr 1858 verzichtete er auf eine weitere Kandidatur. Im Frühjahr 1861 gehörte er einer Verhandlungskommission an, die in der Bundeshauptstadt Washington erfolglos den Ausbruch des Bürgerkrieges zu verhindern suchte. Bei den Kongresswahlen des Jahres 1860 wurde Horton erneut im elften Distrikt seines Staates in den Kongress gewählt, wo er am 4. März 1861 Charles D. Martin ablöste, der zwei Jahre zuvor dort sein Nachfolger geworden war. Da er im Jahr 1862 nicht mehr kandidierte, konnte er bis zum 3. März 1863 nur eine weitere Amtszeit im Kongress verbringen, die vom Bürgerkrieg überschattet war.
Nach dem Ende seiner Zeit im US-Repräsentantenhaus nahm Valentine Horton seine früheren Aktivitäten wieder auf. Dabei war er vor allem im Kohlegeschäft tätig. Er starb am 14. Januar 1888 in Pomeroy, wo er auch beigesetzt wurde.